# 두음경증
두음경증, 디팔리아, 음경 중복 (PD), 이음경 기형 또는 디팔라스파라투스는 남성이 두 개의 음경을 가지고 태어나는 극히 드문 발달 이상이다. 첫 번째 보고된 사례는 1609년 요하네스 야코프 베커에 의해 이루어졌다. 미국에서는 남자 아이 550만 명 중 1명꼴로 발생한다.
디팔리아가 나타나면 일반적으로 신장, 척추, 뒤창자, 항문직장 또는 기타 선천적 기형이 동반된다. 또한 척추갈림증의 위험도 더 높다. 디팔리아 및 관련 질환을 가지고 태어난 유아는 더 복잡한 신장 또는 결장 시스템과 관련된 다양한 감염으로 인해 사망률이 높다.
디팔리아는 일반적으로 잉태 23일에서 25일 사이에 태아의 중배엽 꼬리세포덩이가 손상, 화학적 스트레스 또는 기능 부전 호메오박스 유전자에 의해 영향을 받아 요생식동이 생식결절과 직장 (해부학)에서 분리되어 음경을 형성하는 과정에서 발생하는 것으로 여겨진다.
첫 번째 사례는 1609년 이탈리아 볼로냐에서 베커에 의해 보고되었으며, 그 이후로 약 100건의 사례가 보고되었다. 이 상태는 고대부터 인간에게 존재했다. 두 개의 외부 생식기는 크기와 모양이 다양할 수 있으며, 시상면에서 서로 옆에 위치하거나 관상면에서 위아래로 위치할 수 있다.
1928년 슈나이더 분류에 따르면, 이중 음경은 (a) 귀두 디팔리아, (b) 이분형 디팔리아 및 (c) 완전 디팔리아 또는 이중 음경의 세 그룹으로 분류된다. 1954년 빌라노라와 라벤토스에 따르면, 가성디팔리아라는 네 번째 그룹이 추가되었다.
현재 널리 받아들여지는 분류법은 1972년 알렘이 도입한 것으로, 이중 음경을 참디팔리아와 이분형 음경 두 그룹으로 분류한다. 참디팔리아는 치골결절의 분할로 인해 발생하며, 이분형 음경은 치골결절의 분리로 인해 발생한다. 이 두 그룹 각각은 다시 부분형 또는 완전형으로 세분된다. 참디팔리아는 각 음경에 두 개의 해면체와 요도를 포함하는 하나의 스펀지체가 있는 경우이다. 참디팔리아는 두 음경의 크기가 비슷한 완전형이거나, 구조적으로는 더 큰 음경과 동일하지만 음경 중 하나가 크기가 작거나 미성숙한 부분형일 수 있다. 이분형 음경에서는 각 음경에 하나의 해면체와 요도를 포함하는 하나의 스펀지체만 있다. 음경의 몸통 아래까지 음경이 완전히 분리된 것을 완전 이분형이라고 하며, 귀두까지 분리된 것을 부분 이분형이라고 한다. 기형과 관련된 완전 이분형 음경의 경우, 각 음경에 앞쪽 요도가 없고 전립선 요도는 두 음경 사이의 피부에 위치한다. 부분 이분형 음경에서는 하나의 음경에서 요도, 해면체 및 스펀지체의 중복이 불완전하며, 다른 음경에는 기능하는 요도를 둘러싸는 하나의 해면체와 하나의 스펀지체만 있다.

## 주목할 만한 임상 사례
디팔리아는 보통 전신 이상을 동반하며, 그 정도는 관련 이상이 전혀 없는 경우부터 비뇨생식기, 위장관 및 근골격계를 포함한 여러 이상에 이르기까지 다양하다. 음경 중복 역시 두 개의 귀두를 가진 단일 음경에서부터 완전한 이중 음경까지 다양하다. 요도구는 귀두 끝에 정상적으로 있거나, 요도하열증 또는 요도상열증일 수 있으며, 음낭은 정상적이거나 이분형일 수 있다. 참 디팔리아는 이분형 음경에 비해 관련 이상 및 기형을 동반할 가능성이 더 높다. 디팔리아를 가지고 태어난 영아는 이상과 관련된 감염으로 인해 사망률이 더 높다.

### 동반 기형을 동반한 완전 참 디팔리아
생후 2일 된 남아, 복합적인 비뇨생식기 및 항문직장 기형을 동반했다. 그는 항문 폐쇄증, 요도밑열림증, 이분음낭, 양쪽 귀두에 요도구, 두 개의 방광과 두 개의 큰창자를 가지고 있었으며, 고환, 콩팥 및 수뇨관은 정상이었다.

### 동반 기형이 없는 부분 참 디팔리아 또는 가성 디팔리아
부분 참 디팔리아는 가성 디팔리아에 해당한다. 가성 디팔리아는 발기 조직으로만 구성되며, 미분화되고 비기능적이다. 이는 정상 음경과는 독립적이며 문제없이 수술로 제거할 수 있다. 이 희귀 사례는 83세 남성이 입원했을 때 디팔리아가 처음 발견되었고, 다른 해부학적 기형이 없었다는 점을 근거로 보고되었다. 작고 미성숙하며 비기능적인 음경은 크고 정상적인 음경의 한쪽에서 돌출되어 있었다. 보조 음경은 귀두는 있었지만 요도구가 없었다.

### 동반 기형을 동반한 완전 이분 디팔리아
12세 남아, 이분형 음낭, 요도상열 및 치골결합 이개증을 동반했다. 그는 크기와 모양이 비슷한 두 개의 음경을 가지고 있었고, 각 음경에는 요도상열 요도구가 있었다. 그는 이분형 음낭을 가지고 있었고, 음낭의 각 측면에 하나의 고환이 있었다. 창자 고리 모양의 구조가 치골 부위에 있었다. 이 구조는 다른 어떤 구조와도 연결되어 있지 않았다. 그는 하나의 정상적인 방광과 수뇨관을 가지고 있었다.

### 동반 기형이 없는 부분 이분 디팔리아
15세 남아는 두 개의 음경을 제외하고는 정상적인 외부 생식기를 가지고 있었다. 그의 두 고환은 정상적인 음낭 내에 정상적으로 위치해 있었다. 그는 두껍게 튀어나온 음경 몸통 끝에 크기가 다른 두 개의 귀두를 가지고 있었고, 더 큰 귀두를 통해서만 소변을 보았다. 그는 정상적인 항문, 하나의 방광, 하나의 정상 요도, 정상적인 위창자길 및 비뇨생식계를 가지고 있었다.

## 원인
디팔리아의 원인은 알려져 있지 않다. 관련 이상은 크게 다양하므로 그 원인에 대해 간단하고 단일한 설명을 제공하는 것은 불가능하다. 이는 태아의 초기 배아 발달 단계, 즉 잉태 3주에서 6주 사이에 총배설강 막의 중복으로 인해 발생하는 것으로 생각된다. 이는 태아의 총배설강 주름의 정상적인 발달이 일반적으로 이 시기에 완료되기 때문이다.
음경의 정상적인 발달은 요생식동의 전단에서 총배설강 결절의 융합으로 일어난다. 중간엽은 총배설강 막 주위로 이동하고 증식하여 총배설강판 주위로 확장되어 생식기 결절을 형성하는 한 쌍의 총배설강 주름을 형성하고, 이는 음경으로 발달한다. 총배설강 막이 두 배가 되면 중간엽은 두 총배설강 막 주위로 이동하여 두 총배설강 막 주위에 두 쌍의 총배설강 주름이 형성되어 두 개의 생식기 결절이 형성되고 따라서 두 개의 음경이 형성된다. 꼬리 중복 증후군의 개념은 디팔리아의 증상과 하복부 및 요로의 관련 복합 기형을 설명하는 데 사용된다. 또한, 중간엽이 둘 이상의 영역에서 이동함에 따라 중간엽의 이동 및 융합 실패는 두 개의 생식기 결절과 이중 음경을 형성하며, 이중 방광, 이중 요도, 이중 결장 및 항문 폐쇄증과 같은 관련 기형을 유발한다. 요도 주름의 적절한 융합 실패는 요도하열증을 유발한다. 중간엽 세포 이동의 실패는 요도상열증을 유발한다.
디팔리아는 드문 외부 생식기 이상이다. 원인은 불확실하지만, 대부분의 과학자들은 디팔리아가 생식기 결절의 결함이며, 잉태 3주경에 중배엽의 꼬리 세포 덩어리가 약물, 감염 및 기능 부전 호메오박스 유전자를 포함한 다양한 외부 환경 요인의 영향을 받을 때 발생한다고 동의한다.

## 치료
치료는 의학적 및 윤리적 고려 사항을 고려한 사례별 분석이며, 비기능성 음경의 수술적 절제를 포함한다.

## 같이 보기
- 음경 갈림증
- 음경 무발생증
- 다정소증
- 여분의 신체 부위
- 중복자궁
- 질중격

## 내용주
- 해양 달팽이의 삼음경증(음경 세 개)에 대한 과학 논문이 보고되었다.(Castillo, Viviana M; Brown, Donald I (2012). 《One Case of Triphallia in the Marine Snail Echinolittorina peruviana (Caenogastropoda: Littorinidae)》. 《International Journal of Morphology》 30. 791–796쪽. doi:10.4067/S0717-95022012000300003.)
- 2021년, 인간의 삼음경증 사례가 이라크에서 처음으로 기록되었다.(“Triphallia: First Human Case of Baby Born With Three Male Genitalia Reported”. 2021년 4월 3일.)

## 더 읽어보기
- Chadha R, Bagga D, Gupta S, Mahajan JK. (July 2001). "완전 디팔리아와 덮인 배출증의 특징." 36 (7): E12, W.B. Saunders Company. 미국 국립생물공학정보센터, 미국 국립 의학 도서관, 국립보건원 (미국)